# Ахмед Насер Аль-Раїсі
Ахмед Насер Аль-Раїсі — генерал і генеральний інспектор Міністерства внутрішніх справ ОАЕ.
Він став президентом Інтерполу на виборах 2021 року.

## Освіта
Він отримав докторський ступінь в Лондонському столичному університеті.

## Кар'єра
Приєднавшись до поліцейських сил Абу-Дабі в 1980 році, він піднявся по службових сходах і в 2005 році став генеральним директором Центрального оперативного управління. У 2015 році він був призначений генеральним інспектором Міністерства внутрішніх справ. Він зіграв ключову роль у арешті Метью Хеджеса, британського вченого, обвинуваченого режимом ОАЕ в шпигунстві, в 2018 році. Правозахисні організації стверджують, що Раїсі курирує жорстокий апарат державної безпеки, який зловживає системою червоних повідомлень Інтерполу.
Він є членом виконавчого комітету Інтерполу і є делегатом Азії з 2018 року

### Кандидат у президенти Інтерполу
Він був офіційним кандидатом Об'єднаних Арабських Еміратів на пост наступника Кім Чен Яна на посаді президента Інтерполу у 2022 році. Обвинувачений у керівництві тортурами, його кандидатура була рішуче засуджена правозахисними групами. Коаліція з 19 правозахисних груп, включаючи Human Rights Watch і Центр з прав людини в Перській затоці, написала відкритий лист в Інтерпол, в якому радила не призначати його. У доповіді Девіда Калверт-Сміта, колишнього головного прокурора Сполученого Королівства, говориться, що Аль-Раїсі не підходить для цієї посади. Метью Хеджес попросив членів Інтерполу не розглядати кандидатуру Аль-Раїсі на цю посаду.
У червні 2021 року Центр з прав людини Перської затоки подав у Парижі кримінальну скаргу на Аль-Раїсі. У скарзі його звинувачують у тому, що він несе відповідальність за тортури Ахмеда Мансура, відомого дисидента ОАЕ, заарештованого в 2017 році.
ОАЕ просували Аль-Раїсі, організовуючи його поїздки в країни-члени Інтерполу, щоб заручитися підтримкою, в той час як він вважався «міжнародним ізгоєм».
На Аль-Раїсі подали до суду в багатьох країнах. Родні Діксон, адвокат Метью Хеджеса і Алі Ахмада, подав скаргу в поліцію Швеції з вимогою заарештувати аль-Раїсі після прибуття в країну в рамках його передвиборного туру перед голосуванням. Хеджес і Ахмад звернулися з аналогічним проханням до норвезьких поліцейських властей, попросивши їх про допомогу і скористатися можливістю візиту аль-Раїсі, щоб заарештувати його, якщо буде відкрито розслідування.
У листопаді 2021 року три члени німецького парламенту опублікували спільну заяву, в якій говорилося, що обрання Аль-Раїсі поставить під загрозу репутацію Інтерполу і що висунення кандидатури порушує другу статтю основного Закону Інтерполу. Тридцять п'ять французьких законодавців попросили Еммануеля Макрона у листі виступити проти кандидатури Аль-Раїсі..Об'єднані Арабські Емірати відкинули побоювання німецького депутата і заявили, що пишаються тим, що є «однією з найбезпечніших країн у світі».

### Вибори
Вибори відбулися в Стамбулі 25 листопада, і Аль-Раїсі балотувався проти Шарки Гавранкової, віце-президента Інтерполу. Аль-Раїсі переміг після трьох турів голосування і був обраний на чотирирічний термін з приблизно 69 % голосів. Він є першим кандидатом з Близького Сходу, обраним президентом.У статті для Neue Zürcher Zeitung Ulrich Schmid назвав обрання Аль-Раїсі приводом для святкування в авторитарних країнах, оскільки це ще більше підірве авторитет прав людини в міжнародних організаціях.
Об'єднані Арабські Емірати є другим за величиною вкладником в бюджет Інтерполу, що призвело до тверджень про те, що ОАЕ купили результати виборів. Роль Аль-Раїсі на півставки буде в основному церемоніальною, цей факт неодноразово підкреслювався Інтерполом. Однак Аль-Раїсі, схоже, прагне змінити політику Інтерполу. Його передвиборна обіцянка розширити використання сучасних технологій в Інтерполі була сприйнята деякими як посилання на електронні засоби спостереження, використовувані авторитарними режимами.